# Sita (IT-Unternehmen)

Logo des Unternehmens

Sita S.C. (Société Internationale de Télécommunication Aéronautique) ist eine 1949 in Belgien gegründete Genossenschaft, die in den Bereichen Luftfahrt, Touristik und Logistik Datenverarbeitungs- und Kommunikationsdienste anbietet.

## Struktur
Die Kunden der Sita S.C. sind gleichzeitig die Anteilseigner der Sita. Das Unternehmen beschäftigt weltweit 4.700 Mitarbeiter in 140 Ländern mit über 60 verschiedenen Sprachen.
Es setzte im Jahr 2018 1,7 Mrd. USD um.
2000 ist für die Luftfahrt ein kommerzieller Spin-off gegründet worden: Sita Inc. mit über 640 Kunden, zur Lieferung von IT-Diensten und Softwarelösungen.

## Geschichte
Sita wurde 1949 von 11 Fluglinien gegründet, um ein eigenes unabhängiges Netzwerk für die Daten- und Sprachkommunikation zu betreiben. Dieses Netzwerk wurde zunächst dafür benutzt, um Passagierdaten und Informationen zwischen der Unternehmenszentrale und dem Zielgebiet auszutauschen. Später kamen weitere Dienste hinzu, wie Flugfunk via VHF über Land und via Satellit über den Meeren.
Am 21. Mai 2024 gab die Materna-Gruppe den Verkauf der Materna IPS an Sita bekannt.

## Dienstleistungen
Sita ist heute ein Lösungsanbieter mit dem weltweit größten Daten- und Sprach-Kommunikationsnetzwerk sowie ein Anbieter von IT-Lösungen, spezialisiert auf die Reise- und Transportindustrie. Sitas Kommunikationslösungen werden von nahezu allen führenden (Luft-)Transport- und Reiseunternehmen genutzt. Sita bietet in 200 Ländern Kommunikationslösungen für Unternehmen, Check-in-Systeme sowie Systeme, die auf Flughäfen und bei Fluglinien zum Einsatz kommen.